# Cisibio
El cisibio (del griego kissybion, de «lissos», hiedra) es un recipiente usado para beber en la Antigua Grecia y conocido solo por referencias escritas. Se describe como vaso o copa grande, aunque de forma indeterminada. Era de madera, según Neoptólemo de Pario, tenía solo un asa, según Filemón y algunos se adornaban con una guirnalda de hiedra, aunque Dionisio de Samos supone que era sinónimo de cimbio. Por su parte, Homero lo menciona al hablar del vaso que Ulises usó para embriagar a Polifemo. Los eolios usaban la voz cisibio por escifo (skyphos), cuenco o taza con dos asas horizontales muy próximas al borde superior.